# Alejandra Quereda
Alejandra Quereda Flores (Alicante, 24 luglio 1992) è una ginnasta spagnola medaglia d'argento nel concorso a squadre alle Olimpiadi di Rio de Janeiro 2016; nella sua carriera vanta inoltre due titoli mondiali nella specialità delle 10 clavette.

## Biografia
Dopo avere praticato il balletto, all'età di sei anni Quereda decide di dedicarsi alla ginnastica ritmica seguendo le orme della madre anche lei ginnasta. Nel 2009 debutta con la nazionale spagnola partecipando al concorso a squadre dei Mondiali di Mie, e fa parte della selezione che alle Olimpiadi di Londra 2012 si piazza al quarto posto.
Comincia a collezionare i suoi primi successi con la Spagna laureandosi campionessa del mondo nella specialità delle 10 clavette ai campionati di Kiev 2013, titolo poi mantenuto ai successivi Mondiali di Smirne. Al culmine di una serie di successi, giunge la medaglia d'argento vinta alle Olimpiadi di Rio de Janeiro 2016.

## Palmarès
- Giochi olimpici

Rio de Janeiro 2016: argento nella gara a squadre.
- Campionati mondiali di ginnastica ritmica

Kiev 2013: oro nelle 10 clavette, bronzo nelle 3 palle / 2 nastri.
Smirne 2014: oro nelle 10 clavette.
Stoccarda 2015: bronzo nell'all-around.
- Campionati europei di ginnastica ritmica

Baku 2014: bronzo nelle 10 clavette.
Holon 2016: argento nelle 6 clavette / 2 cerchi, bronzo nei 5 nastri.